# Nyankole
Runyankole är ett bantuspråk som talas av omkring 1,5 miljoner människor tillhörande banyankolefolket, i sydvästra Uganda.
En standardiserad variant av Runyankole, och tre andra närbesläktade språk i västra Uganda, kallas runyakitara.